# Brooks & Dunn

Brooks & Dunn es un dúo de música country estadounidense formado por Kix Brooks y Ronnie Dunn, ambos vocalistas y compositores. El dúo se formó en 1990 por sugerencia de Tim DuBois. Antes de la fundación, ambos miembros tenían carreras en solitario con éxito.

## Historia
Leon Eric "Kix" Brooks nació el 12 de mayo de 1955 en Shreveport, Luisiana. Se instaló en Nashville, Tennessee en 1976, donde trabajó como compositor en la década de 1980. Coescribió algunos sencillos de éxito como "I'm Only in It for the Love" de John Conlee, "Modern Day Romance" de Nitty Gritty Dirt Band y "Who's Lonely Now" de Highway 101, todos ellos número uno en las listas country, además del éxito Top 20 de The Oak Ridge Boys, "You Made a Rock of a Rolling Stone", "Let Me Be the First" de Nicolette Larson, y "Don't Throw Me in the Briarpatch" de Keith Palmer. Brooks también lanzó varios sencillos a través del sello independiente Avion Records, ubicándose en el puesto 73 en Hot Country Songs en 1983 con "Baby, When Your Heart Breaks Down". En 1989, lanzó un álbum de estudio homónimo a través de Capitol Records. Este álbum incluía "Baby , When Your Heart Breaks Down" y "Sacred Ground". Brooks y Pam Tillis coescribieron y cantaron "Tomorrow's World", un sencillo para varios artistas lanzado por Warner Bros. Records en 1990 en honor al Día de la Tierra. Brooks también coprodujo y coescribió "Backbone Job", un descarte de Keith Whitley que apareció en su álbum recopilatorio de 1991, Kentucky Bluebird.
Ronnie Gene Dunn nació el 1 de junio de 1953 en Coleman, Texas. Tocó el bajo en bandas locales durante la escuela secundaria y estudió teología brevemente en la Universidad Hardin-Simmons con la intención de convertirse en predicador bautista. Dunn fue "expulsado" de la escuela por tocar en bares. Entre 1983 y 1984, grabó para el sello discográfico Churchill Records, llevando tanto "It's Write All Over Your Face" como "She Put the Sad in All His Songs" al número 59 en las listas de éxitos Country. En 1989, el baterista de sesión Jamie Oldaker inscribió a Dunn en un concurso de talentos patrocinado por Marlboro, que ganó. El gran premio del concurso incluía una sesión de grabación en Nashville. El productor de esa sesión, Scott Hendricks, recomendó las grabaciones de Dunn a Tim DuBois, entonces ejecutivo de Arista Nashville. DuBois emparejó a Brooks y Dunn porque pensó que trabajarían bien juntos como compositores, y después de que los dos grabaron una maqueta, sugirió que formaran un dúo. Durante este lapso de tiempo, Dunn también escribió "Boot Scootin' Boogie", que la banda Asleep at the Wheel grabó en su álbum de 1990, Keepin' Me Up Nights.
Una vez conformado el dúo, Brooks y Dunn firmaron un contrato discográfico con Arista Nashville en 1990. Grabaron 11 álbumes de estudio, un álbum navideño y cinco álbumes recopilatorios para el sello. También lanzaron 50 sencillos, de los cuales 20 llegaron al número uno en las listas Hot Country Songs y 19 más alcanzaron el top 10. Dos de estas canciones número uno, " My Maria " (una versión de la canción de BW Stevenson) y " Ain't Nothing 'bout You ", fueron las mejores canciones country de 1996 y 2001, respectivamente, según las listas Billboard Year-End. Varias de sus canciones también han llegado al Billboard Hot 100. Brooks y Dunn también ganaron el premio al dúo vocal del año de la Asociación de la Música Country durante catorce años consecutivos, todos los años entre 1992 y 2006, excepto en 2000. Dos de sus canciones ganaron el premio Grammy a la mejor interpretación country de un dúo o grupo con voz: "Hard Workin' Man " en 1994 y "My Maria" en 1996. Todos menos dos de los álbumes de estudio del dúo están certificados como platino o superior por la Recording Industry Association of America, sus mayores ventas las lograron con su álbum debut de 1991, Brand New Man, que está certificado séxtuple platino con seis millones de copias. Fueron galardonados con 23 Premios de la Academia de la Música Country, 16 de ellos como dúo vocal del año, además de sumar 67 nominaciones. Son el único grupo en poseer la triple corona de la Academia de la Música Country.
El repertorio del dúo se caracteriza por contener influencias de honky-tonk, country mainstream y rock, así como el contraste entre sus voces para cantar y sus personalidades en el escenario, aunque parte de su música también ha sido criticada como formulada. Su sencillo de 1992 " Boot Scootin' Boogie " ayudó a repopularizar el baile en línea en los Estados Unidos, y " Only in America " de 2001 fue utilizado tanto por George W. Bush como por Barack Obama en sus respectivas campañas presidenciales. Brooks y Dunn han colaborado con varios artistas, incluidos Reba McEntire, Vince Gill, Sheryl Crow, Mac Powell, Billy Gibbons, Jerry Jeff Walker y Luke Combs.
Después de anunciar su retiro en agosto de 2009, realizaron su último concierto el 2 de septiembre de 2010 en el Bridgestone Arena en Nashville, Tennessee. Tanto Brooks como Dunn han seguido grabando para Arista Nashville como solistas. Dunn lanzó un álbum homónimo en 2011, que incluía el éxito country " Bleed Red ", que llegó al top 10, mientras que Brooks lanzó New to This Town en septiembre de 2012. El dúo se reunió en 2015 para una serie de conciertos con Reba McEntire en Las Vegas. En 2019, el dúo fue incluido en el Salón de la Fama de la Música Country.

## Discografía

### Álbumes de estudio
- Brand New Man (1991)
- Hard Workin' Man (1993)
- Waitin' on Sundown (1994)
- Borderline (1996)
- If You See Her (1998)
- Tight Rope (1999)
- Steers & Stripes (2001)
- It Won't Be Christmas Without You (2002)
- Red Dirt Road (2003)
- Hillbilly Deluxe (2005)
- Cowboy Town (2007)
- Reboot (2019)

### Álbumes recopilatorios
- The Greatest Hits Collection (1997)
- Super Hits (1999)
- The Greatest Hits Collection II (2004)
- Playlist: The Very Best of Brooks & Dunn (2008)
- Number 1s... and Then Some (2009)